# نقشه روح: ۷ – سفر
نقشهٔ روح: ۷ – سفر (به انگلیسی: ~ Map of the Soul: 7 ~ The Journey)، چهارمین آلبوم استودیویی ژاپنی و درکل هشتمین آلبوم گروه موسیقی کره‌ای بی‌تی‌اس است که در ۱۴ ژوئیهٔ ۲۰۲۰ منتشر شد. این اولین آلبوم ژاپنی کامل گروه پس از آلبوم با خودت مواجه شو است که در سال ۲۰۱۸ منتشر شده‌بود. آلبوم شامل نسخهٔ ژاپنی قطعاتی از آلبوم‌های عاشق خودت باش: پاسخ (۲۰۱۸)، نقشهٔ روح: پرسونا (۲۰۱۹) و نقشهٔ روح: ۷ (۲۰۲۰)، به‌همراه چهار ترانهٔ جدید است.

## فهرست ترانه‌ها
فهرست ترانه‌ها برگرفته از تیدال و ملون است.
| اصلی       | اصلی                          | اصلی                                                                             | اصلی          | اصلی  |
| شماره      | نام                           | نویسنده(ها)                                                                      | تهیه‌کننده(ها) | مدت   |
| ---------- | ----------------------------- | -------------------------------------------------------------------------------- | ------------- | ----- |
| ۱.         | «مقدمه: صدا زدن»              | جون کی‌ام-مارکیت ملانی فونتانا میشل شولتس سانی بوی                                | یوتا          | ۱:۲۴  |
| ۲.         | «باارزش بمان»                 | جون کی‌ام-مارکیت فونتانا شولتس سانی بوی یوتا                                      | یوتا          | ۴:۰۴  |
| ۳.         | «پسری با عشق» (نسخهٔ ژاپنی)    | «هیت‌من» بنگ امیلی وایزبند جی-هوپ فونتانا شولتس پی‌داگ آر ام شوگا                  | پی‌داگ         | ۳:۵۱  |
| ۴.         | «درستش کن» (نسخهٔ ژاپنی)       | بنجی گیبسون اد شیرن فرد گیبسون جی-هوپ جو هیل آر ام شوگا                          | اف. گیبسون    | ۳:۴۲  |
| ۵.         | «دیونیسوس» (نسخهٔ ژاپنی)       | جی-هوپ پی‌داگ آر ام رومن کمپولو شوگا سوپریم بوی                                   | پی‌داگ         | ۴:۰۸  |
| ۶.         | «آیدل» (نسخهٔ ژاپنی)           | «هیت‌من» بنگ الی تامپوزی پی‌داگ آر ام کمپولو سوپریم بوی                            | پی‌داگ         | ۳:۴۳  |
| ۷.         | «هواپیما قسمت ۲» (نسخهٔ ژاپنی) | تامپوزی «هیت‌من» بنگ جی-هوپ لایزا اوون پی‌داگ آر ام کمپولو شوگا                    | پی‌داگ         | ۳:۴۱  |
| ۸.         | «عشق دروغین» (نسخهٔ ژاپنی)     | «هیت‌من» بنگ پی‌داگ آر ام                                                          | پی‌داگ         | ۴:۰۵  |
| ۹.         | «قوی سیاه» (نسخهٔ ژاپنی)       | آگوست ریگو کلاید کلی پی‌داگ آر ام وینس نانت                                       | پی‌داگ         | ۳:۱۸  |
| ۱۰.        | «ادامه» (نسخهٔ ژاپنی)          | آنتونیا آرماتو ریگو جی-هوپ فونتانا شولتس جولیا راس کریستا یانگز پی‌داگ آر ام شوگا | پی‌داگ         | ۴:۰۶  |
| ۱۱.        | «روشنایی‌ها»                   | یوهه                                                                             | یوتا          | ۴:۵۳  |
| ۱۲.        | «چشمانت سخن می‌گوید»           | گوستاو مارد جون جونگ کوک یوتا                                                    | مارد          | ۴:۰۵  |
| ۱۳.        | «خاتمه: سفر»                  | گوستاو مارد جون جونگ‌کوک                                                          |               | ۱:۱۶  |
| مجموع مدت: | مجموع مدت:                    | مجموع مدت:                                                                       | مجموع مدت:    | ۴۶:۱۶ |

| نسخهٔ محدود اِی و بی، بلو-ری + دی‌وی‌دی | نسخهٔ محدود اِی و بی، بلو-ری + دی‌وی‌دی        | نسخهٔ محدود اِی و بی، بلو-ری + دی‌وی‌دی |
| شماره                               | نام                                        | مدت                                 |
| ----------------------------------- | ------------------------------------------ | ----------------------------------- |
| ۱.                                  | «موزیک ویدئوی باارزش بمان»                 | nil                                 |
| ۲.                                  | «موزیک ویدئوی ادامه» (نسخهٔ ژاپنی)          | nil                                 |
| ۳.                                  | «موزیک ویدئوی قوی سیاه» (نسخهٔ ژاپنی)       | nil                                 |
| ۴.                                  | «موزیک ویدئوی روشنایی‌ها»                   | nil                                 |
| ۵.                                  | «موزیک ویدئوی آیدل» (نسخهٔ ژاپنی)           | nil                                 |
| ۶.                                  | «موزیک ویدئوی هواپیما قسمت ۲» (نسخهٔ ژاپنی) | nil                                 |
| ۷.                                  | «موزیک ویدئوی عشق دروغین» (نسخهٔ ژاپنی)     | nil                                 |
| ۸.                                  | «پشت‌صحنهٔ موزیک ویدئوی باارزش بمان»         | nil                                 |
| ۹.                                  | «پشت‌صحنهٔ عکس‌برداری‌ها»                      | nil                                 |

## تاریخچهٔ انتشار
| منطقه                | تاریخ         | قالب‌ها                     | ناشرها       | منابع |
| -------------------- | ------------- | -------------------------- | ------------ | ----- |
| ژاپن                 | ۱۵ ژوئیهٔ ۲۰۲۰ | سی‌دی دانلود دیجیتال استریم | دف جم ویرجین | [ ۶ ] |
| مختلف                | ۱۵ ژوئیهٔ ۲۰۲۰ | سی‌دی دانلود دیجیتال استریم | دف جم ویرجین | [ ۶ ] |
| هنگ کنگ، کره، تایوان | ۱۷ ژوئیهٔ ۲۰۲۰ | سی‌دی                       | دف جم ویرجین | [ ۷ ] |
| آمریکای شمالی        | ۱۴ ژوئیهٔ ۲۰۲۰ | دانلود دیجیتال استریم      | دف جم ویرجین | [ ۸ ] |
| آمریکای شمالی        | ۷ اوت ۲۰۲۰    | سی‌دی                       | دف جم ویرجین | [ ۸ ] |

## واژه‌نامه
1. ↑  INTRO: Calling
2. ↑  Stay Gold
3. ↑  Your eyes tell
4. ↑  OUTRO: The Journey